# فضای مماس
در ریاضیات، فضای مماس (به انگلیسی: Tangent Space) یک منیفلد، تعمیم بردارهای فضای آفین به منیفلدها را در حالت کلی تسهیل می کند، چرا که در منیفلدها نمی توان به سادگی نقاط را (همچون فضای آفین) از هم کم کرده تا بردار انتقال از یکی به دیگری بدست آید.

## توصیف ساده

نمایش تصویری از فضای مماس در نقطه x کره. یک بردار مماس در این نقطه را می‌توان به عنوان بردار سرعت هنگام حرکت از آن نقطه به نقاط مجاورش تصور نمود. بعد از این که در جهت مورد نظر به نقطه مجاور حرکت کردیم، سرعت این انتقال با برداری در فضای مماس نقطه جدید نشان داده می‌شود (که در تصویر نشان داده نشده است).

در هندسه دیفرانسیل، می‌توان به هر نقطه {\displaystyle x} از منیفلد دیفرانسیل‌پذیر، یک فضای مماس نسبت داد، یعنی فضای برداری که به‌طور شهودی می‌توان آن را شامل جهت بردارهای مماس بر خم‌هایی دید که از آن نقطه می‌گذرند. اعضای فضای مماس در نقطه {\displaystyle x} را بردارهای مماس در آن نقطه می‌نامند. این تعمیم مفهم یک بردار مقید (به انگلیسی: Bound Vector) (برداری که ابتدا و انتهای مشخصی دارند) در فضای اقلیدسی است. بعد فضای برداری در هر نقطه از یک منیفلد همبند برابر با بعد منیفلد است.
به عنوان مثال، اگر ۲-کره را به عنوان یک منیفلد در نظر بگیریم، آنگاه می‌توان فضای مماس در هر نقطه آن را به صورت صفحهٔ مماس بر آن نقطه تصور کرد، به گونه ای که آن صفحه در آن نقطه عمود بر شعاع کره گذرنده از آن نقطه خواهد بود. به‌طور کلی تر، اگر منیفلدی را بتوان به صورت زیرمنیفلد نشانده شده در فضای اقلیدسی تصور کرد، آنگاه می‌توان فضای مماس در هر نقطه را همچون مثال مذکور دید. این توصیف سنتی انتقال موازی بود. بسیاری از مؤلفان در هندسه دیفرانسیل و نسبیت عام از این توصیف استفاده می‌کنند. به‌طور خاص، این توصیف، تعریفی از فضای مماس آفین است، که متمایز از فضای مماسی است که در واژگان متون نوین از آن یاد می‌شود.
از آن طرف، در هندسه جبری نیز تعریفی ذاتی برای فضای مماس در یک نقطه از یک واریته جبری {\displaystyle V} وجود دارد که به هر نقطه از واریته، فضای مماسی نسبت می‌دهد که بعدش حداقل برابر خود {\displaystyle V} است (یعنی بعد فضای مماس هر نقطه بزرگتر مساوی بعد واریته می‌تواند باشد). نقاطی چون {\displaystyle p} که بعد فضای مماس در آن‌ها دقیقاً برابر با بعد واریته باشد را نقاط غیر-تکین نامند؛ نقاط دیگر را نقاط تکین می‌نامند. به عنوان مثال، یک خم که از خودش عبور می‌کند دارای خط مماس منحصربفردی در نقطه برخورد نیست. نقاط تکین {\displaystyle V}، نقاطی هستند که 'آزمون منیفلد بودن' در آن نقاط با شکست مواجه می‌شود. بحث فضای مماس زاریسکی را ببینید.
زمانی که فضای مماس یک منیفلد مشخص شد، می‌توان میدان‌های برداری نیز بر رویشان تعریف کرد، که تجرید میدان سرعت ذرات محرک در آن فضا می‌باشد. یک میدان برداری به هر نقطه از منیفلد یک بردار از فضای مماس بر آن نقطه را به‌طور هموار (یعنی تغییرات بردارهای نسبت داده شده به نقاط مجاور هم تغییرات شدیدی نسبت به هم ندارند) نسبت می‌دهد. چنین میدان برداری را می‌توان برای تعریف تعمیم معادلات دیفرانسیل معمولی روی یک منیفلد به کار برد: جواب چنین معادله دیفرانسیلی، یک خم دیفرانسیل‌پذیر روی منیفلد مورد نظر است به گونه ای که مشتق هر نقطه از آن خم برابر با بردار مماس متصل به آن نقطه از میدان برداری خواهد بود.
تمام فضاهای مماس یک منیفلد را می‌توان 'به هم چسباند' تا شکیل یک منیفلد دیفرانسیل پذیر جدید نمایند. بعد منیفلد جدید دو برابر منیفلد قبلی است و به آن کلاف مماس می‌گویند.